# Christmas (Floride)
Christmas est une census-designated place du comté d'Orange, dans l'État de Floride, aux États-Unis,. En 2020, elle compte une population de 2 439 habitants.